# Región de Saurastra
Saurastra, Sorath o Kathiawar (en saurashtra: કાઠિયાવાડ) es una región peninsular del estado de Guyarat, al oeste de la India localizada en la costa del mar Arábigo.

## Ubicación
La región de Saurastra está limitada por el sur y suroeste por el mar Arábigo, enmarcada por los golfos de Kutch al noroeste y Khambhat al este. Desde el vértice de estos dos golfos, el pequeño Rann de Kutch y Khambhat, se encuentran las zonas de residuos pantanosos y sal del desierto, que se estiran uno hacia el otro y completan el aislamiento de Kathiawar, excepto por un cuello estrecho que lo conecta al noreste con la parte continental de Guyarat.
La península se refiere a veces como Kathiawar debido a que Kathi Darbar una vez gobernó parte de la región. Sorath forma la parte sur de la península.

## Distritos
La región de Saurastra comprende la parte sur occidental del estado moderno de Guyarat y los distritos incluidos son: Rajkot, Jamnagar, Junagadh, Bhavnagar, Porbandar, Amreli, Surendranagar, Devbhoomi Dwarka, Morbi, Gir Somnath, Botad y parte de Ahmedabad.
También abarcaba el histórico distrito de Diu del territorio de la unión de Damán y Diu.